# Івашківка (Диканський район)
Івашківка — колишнє село в Україні.
Підпорядковувалося Андріївській сільській раді Диканського району Полтавської області. 
На Військово-топографічній карті  майбутня Івашківка - «хутір Грінківка». Село було розташоване за 0,5 км на північ від села Андріївка (на той час — Богинське, Богинщина Балясненської волості ). 
1987 року у селі мешкало 10 осіб.
28 лютого 1995 року рішенням Полтавської обласної ради село зняте з обліку.